# Wallace Reis da Silva
Wallace Reis da Silva, genannt Wallace, (* 26. Dezember 1987 in Conceição do Coité, BA) ist ein brasilianischer Fußballspieler. Der Rechtsfuß wird als Innenverteidiger eingesetzt.

## Karriere
Wallace begann seine Laufbahn in der Jugendmannschaft des EC Vitória in Salvador. Hier schaffte er auch den Sprung in den Profikader. Am 8. Juni 2008 bestritt er sein erstes Spiel als Profi. In der Série A spielte er gegen den FC Santos von Beginn an. Sein erstes Tor als Profi gelang ihm in der Folgesaison am 10. Mai 2009, in der Série A 2009 gegen Atlético Paranaense. Sein erstes Spiel auf internationaler Klubebene bestritt Wallace in der Copa Sudamericana 2009 am 13. August gegen River Plate Montevideo.
Zur Saison 2011 wechselte Wallace zum SC Corinthians. Mit diesem Verein konnte er im selben Jahr die nationale Meisterschaft feiern. 2012 schlossen sich die Titel in der Copa Libertadores 2012 und die FIFA-Klub-Weltmeisterschaft 2012 an. Nachdem Wallace mit Corinthians seine größten drei Titel gewonnen hatte, wechselte er 2013 zum CR Flamengo. Hier konnte er im selben Jahr den brasilianischen Pokal gewinnen und 2014 die Staatsmeisterschaft von Rio de Janeiro. Nach titellosem Jahr 2015 wechselte der Spieler Anfang 2016 zu Grêmio FBPA.
Für die Rückrunde der Saison 2016/17 wurde er an den türkischen Erstligisten Gaziantepspor ausgeliehen. Sein erstes Spiel in der türkischen Süper Lig bestritt Wallace am 29. Januar 2017 gegen Trabzonspor. Nachdem Gehaltszahlungen durch Gaziantepspor ausblieben, kehrte Wallace zu Grêmio zurück. Kurz nach seiner Rückkehr schloss sich das nächste Leihgeschäft an. Wallace kam zum EC Vítoria, dem Klub, wo seine Karriere begann. Nach Ende der Leihe verpflichtete ihn im Januar 2018 Göztepe Izmir. Nachdem Wallace in der Rückrunde der Saison 2019/20 zu keinen Einsätzen für den Klub mehr gekommen war, kehrte er in seine Heimat zurück.
Im August gab Vitória die Rückkehr von Wallace bekannt. Bei dem Klub konnte er sich wieder als Stammspieler etablieren und bestritt hier 27 Partien in der Série B 2020. Zur Saison 2022 wechselte Wallace zum Brusque FC. Der Vertrag erhielt eine Laufzeit bis Jahresende und wurde anschließend verlängert. In der Série C 2023 erreichte der Klub den zweiten Platz und die Spielberechtigung für die Série B 2024. Wallace bestritt dabei 24 von 38 möglichen Spielen (ein Tor). Bei Brusque blieb er bis zum Ende der Série B 2024. Für die Saison 2025 unterzeichnete er dann beim Londrina EC.

## Erfolge
Vitória
- Staatsmeisterschaft von Bahia: 2008, 2009, 2010

Corinthians
- Campeonato Brasileiro de Futebol: 2011
- Copa Libertadores: 2012
- FIFA-Klub-Weltmeisterschaft: 2012

Flamengo
- Copa do Brasil: 2013
- Staatsmeisterschaft von Rio de Janeiro: 2014

Grêmio
- Copa do Brasil: 2016

Brusque
- Staatsmeisterschaft von Santa Catarina: 2022
- Recopa Catarinense: 2023